# 36ste Oscaruitreiking
De 36ste Oscaruitreiking, waarbij prijzen worden uitgereikt aan de beste prestaties in films in 1963, vond plaats op 13 april 1964 in het Santa Monica Civic Auditorium in Santa Monica, Californië. De ceremonie werd gepresenteerd door Jack Lemmon.
De grote winnaar van de 36ste Oscaruitreiking was Tom Jones, met in totaal 10 nominaties en 4 Oscars.

## Winnaars

### Films
| Categorie               | Winnaar                                        | Regie            |
| ----------------------- | ---------------------------------------------- | ---------------- |
| Beste Film              | Tom Jones                                      | Tony Richardson  |
| Beste Buitenlandse Film | 8½                                             | Federico Fellini |
| Beste Documentaire      | Robert Frost: A Lover's Quarrel with the World | Shirley Clarke   |

### Acteurs
| Categorie                  | Winnaar             | Film                |
| -------------------------- | ------------------- | ------------------- |
| Beste Mannelijke Hoofdrol  | Sidney Poitier      | Lilies of the Field |
| Beste Vrouwelijke Hoofdrol | Patricia Neal       | Hud                 |
| Beste Mannelijke Bijrol    | Melvyn Douglas      | Hud                 |
| Beste Vrouwelijke Bijrol   | Margaret Rutherford | The V.I.P.s         |

### Regie
| Categorie       | Winnaar         | Film      |
| --------------- | --------------- | --------- |
| Beste Regisseur | Tony Richardson | Tom Jones |

### Scenario
| Categorie                | Winnaar       | Film                 |
| ------------------------ | ------------- | -------------------- |
| Beste Origineel Scenario | James R. Webb | How the West Was Won |
| Beste Bewerkt Scenario   | John Osborne  | Tom Jones            |

### Speciale prijzen
| Categorie                         | Winnaar     |
| --------------------------------- | ----------- |
| Irving G. Thalberg Memorial Award | Sam Spiegel |